# Vòng loại bóng đá nữ Thế vận hội Mùa hè 2008 khu vực châu Á
Vòng loại bóng đá nữ Thế vận hội Mùa hè 2008 khu vực châu Á (tiếng Anh: 2008 AFC Women's Olympic Qualifying Tournament) là lần tổ chức thứ hai của vòng loại bóng đá nữ Thế vận hội Mùa hè khu vực châu Á, giải đấu vòng loại được Liên đoàn bóng đá châu Á (AFC) tổ chức để xác định các đội tuyển nữ quốc gia thuộc châu Á tham dự giải bóng đá nữ Thế vận hội. Hai đội đứng đầu vòng loại sẽ giành quyền tham dự giải bóng đá nữ Thế vận hội Mùa hè 2008 tại Bắc Kinh cùng với chủ nhà Trung Quốc (mặc định vượt qua vòng loại). 

## Thể thức
14 đội tuyển đến từ các quốc gia thành viên của Liên đoàn bóng đá châu Á (AFC) đã tham dự vòng loại. Cấu trúc vòng loại như sau:
- Vòng 1: Hai đội tuyển có thứ hạng cao nhất là Cộng hòa Dân chủ Nhân dân Triều Tiên và Nhật Bản được miễn thi đấu vòng này. 12 đội còn lại được chia thành ba bảng, mỗi bảng 4 đội. Các đội trong bảng thi đấu vòng tròn một lượt tính điểm ở một quốc gia chủ nhà (ngoại trừ bảng A thi đấu theo thể thức loại trực tiếp hai lượt trận). Hai đội đứng đầu từ mỗi bảng lọt vào vòng thứ hai.[1][2]
- Vòng 2: Tám đội tuyển (gồm sáu đội vượt qua vòng một và hai đội được vào thẳng vòng này) được chia làm hai bảng bốn đội, thi đấu vòng tròn hai lượt tính điểm trên sân nhà và sân khách. Đội nhất bảng đấu giành quyền tham dự Thế vận hội.

## Vòng 1
12 đội tuyển được chia thành ba bảng 4 đội, với hai đội đứng đầu mỗi bảng lọt vào vòng cuối cùng.

### Bảng A
Tất cả các trận đấu diễn ra theo thể thức hai lượt trên sân nhà và sân khách
|  | Bán kết          | Bán kết          | Bán kết  | Bán kết | Bán kết |   |           | Chung kết | Chung kết | Chung kết | Chung kết | Chung kết |
|  |                  |                  |          |         |         |   |           |           |           |           |           |           |
|  | Hồng Kông        | Hồng Kông        | -        | -       | -       |   |           |           |           |           |           |           |
|  | Jordan (bỏ cuộc) | Jordan (bỏ cuộc) | -        | -       | -       |   |           |           |           |           |           |           |
|  |                  |                  |          |         |         |   | Hồng Kông | Hồng Kông | 2         | 1         | 3         |           |
|  |                  | Hàn Quốc         | Hàn Quốc | 2       | 0       | 2 |           |           |           |           |           |           |
|  | Hàn Quốc         | Hàn Quốc         | 5        | 3       | 8       |   |           |           |           |           |           |           |
|  | Ấn Độ            | Ấn Độ            | 0        | 0       | 0       |   |           |           |           |           |           |           |

#### Bán kết
Lượt đi diễn ra vào ngày 17 tháng 2 năm 2007 và lượt về diễn ra vào ngày 25 tháng 2 năm 2007.
| Hồng Kông | Hủy | Jordan |
| --------- | --- | ------ |
|           |     |        |

| Jordan | Hủy | Hồng Kông |
| ------ | --- | --------- |
|        |     |           |

Hồng Kông thắng do Jordan rút lui khỏi giải đấu. 
| Hàn Quốc | 5–0 | Ấn Độ |
| -------- | --- | ----- |
|          |     |       |

| Ấn Độ | 0–3 | Hàn Quốc |
| ----- | --- | -------- |
|       |     |          |

Hàn Quốc thắng với tổng tỷ số 8–0.

#### Chung kết
Lượt đi diễn ra vào ngày 10 tháng 3 năm 2007 và lượt về diễn ra vào ngày 18 tháng 3 năm 2007.
| Hàn Quốc | 2–2 | Hồng Kông |
| -------- | --- | --------- |
|          |     |           |

| Hồng Kông | 1–0 | Hàn Quốc |
| --------- | --- | -------- |
|           |     |          |

Hồng Kông thắng với tổng tỷ số 3–2.

### Bảng B
- Tất cả các trận đấu được tổ chức tại Thái Lan.[3]
- Thời gian được liệt kê là UTC+7.

| VT | Đội          | ST | T | H | B | BT | BB | HS  | Đ | Giành quyền tham dự |
| -- | ------------ | -- | - | - | - | -- | -- | --- | - | ------------------- |
| 1  | Thái Lan (H) | 3  | 3 | 0 | 0 | 15 | 0  | +15 | 9 | Vòng 2              |
| 2  | Việt Nam     | 3  | 2 | 0 | 1 | 8  | 1  | +7  | 6 |                     |
| 3  | Singapore    | 3  | 1 | 0 | 2 | 6  | 8  | −2  | 3 |                     |
| 4  | Maldives     | 3  | 0 | 0 | 3 | 0  | 20 | −20 | 0 |                     |

| Thái Lan | 1–0      | Việt Nam |
| -------- | -------- | -------- |
|          | Chi tiết |          |

| Maldives | 0–6 | Singapore |
| -------- | --- | --------- |
|          |     |           |

| Việt Nam                                                                                   | 5–0 | Maldives |
| ------------------------------------------------------------------------------------------ | --- | -------- |
| - Văn Thị Thanh 16' (ph.đ.) - Bùi Thị Tuyết Mai 19', 33', 58' - Nguyễn Thị Minh Nguyệt 50' |     |          |

| Singapore | 0–5 | Thái Lan |
| --------- | --- | -------- |
|           |     |          |

| Thái Lan | 9–0 | Maldives |
| -------- | --- | -------- |
|          |     |          |

| Việt Nam                        | 3–0      | Singapore |
| ------------------------------- | -------- | --------- |
| Bùi Thị Tuyết Mai 18', 22', 72' | Chi tiết |           |

### Bảng C
- Tất cả các trận đấu được tổ chức tại Đài Loan.[3]
- Thời gian được liệt kê là UTC+8.

| VT | Đội                   | ST | T | H | B | BT | BB | HS  | Đ | Giành quyền tham dự |
| -- | --------------------- | -- | - | - | - | -- | -- | --- | - | ------------------- |
| 1  | Úc                    | 3  | 3 | 0 | 0 | 20 | 1  | +19 | 9 | Vòng 2              |
| 2  | Đài Bắc Trung Hoa (H) | 3  | 2 | 0 | 1 | 4  | 8  | −4  | 6 |                     |
| 3  | Myanmar               | 3  | 0 | 1 | 2 | 1  | 4  | −3  | 1 |                     |
| 4  | Uzbekistan            | 3  | 0 | 1 | 2 | 1  | 13 | −12 | 1 |                     |

| Úc | 2–0 | Myanmar |
| -- | --- | ------- |
|    |     |         |

| Đài Bắc Trung Hoa | 2–0 | Uzbekistan |
| ----------------- | --- | ---------- |
|                   |     |            |

| Uzbekistan | 0–10 | Úc |
| ---------- | ---- | -- |
|            |      |    |

| Myanmar | 0–1 | Đài Bắc Trung Hoa |
| ------- | --- | ----------------- |
|         |     |                   |

| Uzbekistan | 1–1 | Myanmar |
| ---------- | --- | ------- |
|            |     |         |

| Đài Bắc Trung Hoa | 1–8 | Úc |
| ----------------- | --- | -- |
|                   |     |    |

## Vòng 2
Các trận đấu diễn ra từ ngày 7 tháng 4 đến ngày 12 tháng 8 năm 2007. Đội đứng đầu mỗi bảng đấu sẽ giành quyền tham dự Thế vận hội.

### Bảng A
| VT | Đội      | ST | T | H | B | BT | BB | HS  | Đ  | Giành quyền tham dự |
| -- | -------- | -- | - | - | - | -- | -- | --- | -- | ------------------- |
| 1  | Nhật Bản | 6  | 5 | 1 | 0 | 27 | 3  | +24 | 16 | Thế vận hội Mùa hè  |
| 2  | Hàn Quốc | 6  | 2 | 2 | 2 | 8  | 12 | −4  | 8  |                     |
| 3  | Thái Lan | 6  | 2 | 1 | 3 | 7  | 11 | −4  | 7  |                     |
| 4  | Việt Nam | 6  | 1 | 0 | 5 | 3  | 19 | −16 | 3  |                     |

| Nhật Bản             | 2–0 | Việt Nam |
| -------------------- | --- | -------- |
| Sawa 36' · Sakai 73' |     |          |

| Hàn Quốc | 0–1 | Thái Lan |
| -------- | --- | -------- |
|          |     |          |

| Việt Nam             | 1–2 | Hàn Quốc           |
| -------------------- | --- | ------------------ |
| Đoàn Thị Kim Chi 25' |     | Ji So-yun 55', 59' |

| Thái Lan | 0–4 | Nhật Bản                               |
| -------- | --- | -------------------------------------- |
|          |     | Sawa 38' · Arakawa 41' · Ohno 44', 66' |

| Việt Nam            | 1–0      | Thái Lan |
| ------------------- | -------- | -------- |
| Nhiêu Thùy Linh 41' | Chi tiết |          |

| Nhật Bản                                                                           | 6–1 | Hàn Quốc        |
| ---------------------------------------------------------------------------------- | --- | --------------- |
| Miyamoto 9' · Ohno 21' · Arakawa 24' · Lee Kye-lim 34' (l.n.) · Ito 66' · Sawa 68' |     | Jung Hae-in 74' |

| Thái Lan | 5–0 | Việt Nam |
| -------- | --- | -------- |
|          |     |          |

| Hàn Quốc                            | 2–2 | Nhật Bản              |
| ----------------------------------- | --- | --------------------- |
| Kim Jin-hee 5' · Park Hee-young 64' |     | Ohno 11' · Miyama 37' |

| Việt Nam | 0–8 | Nhật Bản                                                                                         |
| -------- | --- | ------------------------------------------------------------------------------------------------ |
|          |     | Sakai 10' · Iwashimizu 17' · Ohno 36', 60' · Miyama 39' · Miyamoto 70' · Sawa 72' · Nagasato 80' |

| Thái Lan | 1–1 | Hàn Quốc |
| -------- | --- | -------- |
|          |     |          |

| Nhật Bản                                                           | 5–0 | Thái Lan |
| ------------------------------------------------------------------ | --- | -------- |
| Ohno 1' · Nagasato 30' · Yanagita 45' · Sawa 45+2' · Sakaguchi 89' |     |          |

| Hàn Quốc            | 2–1      | Việt Nam             |
| ------------------- | -------- | -------------------- |
| Ji So-yun 14' · 39' | Chi tiết | Đỗ Thị Ngọc Châm 32' |

### Bảng B
| VT | Đội               | ST | T | H | B | BT | BB | HS  | Đ  | Giành quyền tham dự |
| -- | ----------------- | -- | - | - | - | -- | -- | --- | -- | ------------------- |
| 1  | CHDCND Triều Tiên | 6  | 6 | 0 | 0 | 51 | 0  | +51 | 18 | Thế vận hội Mùa hè  |
| 2  | Úc                | 6  | 4 | 0 | 2 | 40 | 5  | +35 | 12 |                     |
| 3  | Đài Bắc Trung Hoa | 6  | 2 | 0 | 4 | 12 | 31 | −19 | 6  |                     |
| 4  | Hồng Kông         | 6  | 0 | 0 | 6 | 1  | 68 | −67 | 0  |                     |

| CHDCND Triều Tiên | 8–0 | Đài Bắc Trung Hoa |
| ----------------- | --- | ----------------- |
|                   |     |                   |

| Úc | 15–0 | Hồng Kông |
| -- | ---- | --------- |
|    |      |           |

| Đài Bắc Trung Hoa | 0–10 | Úc |
| ----------------- | ---- | -- |
|                   |      |    |

| Hồng Kông | 0–14 | CHDCND Triều Tiên |
| --------- | ---- | ----------------- |
|           |      |                   |

| Đài Bắc Trung Hoa | 6–0 | Hồng Kông |
| ----------------- | --- | --------- |
|                   |     |           |

| CHDCND Triều Tiên | 2–0 | Úc |
| ----------------- | --- | -- |
|                   |     |    |

| Hồng Kông | 0–6 | Đài Bắc Trung Hoa |
| --------- | --- | ----------------- |
|           |     |                   |

| Úc | 0–2 | CHDCND Triều Tiên |
| -- | --- | ----------------- |
|    |     |                   |

| Đài Bắc Trung Hoa | 0–6 | CHDCND Triều Tiên |
| ----------------- | --- | ----------------- |
|                   |     |                   |

| Hồng Kông | 1–8 | Úc |
| --------- | --- | -- |
|           |     |    |

| CHDCND Triều Tiên | 19–0 | Hồng Kông |
| ----------------- | ---- | --------- |
|                   |      |           |

| Úc | 7–0 | Đài Bắc Trung Hoa |
| -- | --- | ----------------- |
|    |     |                   |

## Các đội tuyển vượt qua vòng loại
Hai đội tuyển sau đây từ AFC đã vượt qua vòng loại để tham dự giải bóng đá nữ Thế vận hội Mùa hè 2008.
| Đội tuyển         | Ngày vượt qua vòng loại | Tham dự lần trước tại Thế vận hội Mùa hè1 |
| ----------------- | ----------------------- | ----------------------------------------- |
| Nhật Bản          |                         | 2 (1996, 2004)                            |
| CHDCND Triều Tiên |                         | 0 (Lần đầu)                               |

1 Chữ đậm là nhà vô địch năm đó. Chữ nghiêng là chủ nhà năm đó.